# Donfeld
Donfeld auch Don Feld (* 3. Juli 1934 in Los Angeles, Kalifornien als Donald Lee Feld; † 3. Februar 2007 in Temple City, Kalifornien) war ein US-amerikanischer Kostümbildner beim Film. International bekannt wurde er vor allem durch seine Arbeiten für Kinofilme wie Die Tage des Weines und der Rosen, Das große Rennen rund um die Welt, Man nannte ihn Hombre, Nur Pferden gibt man den Gnadenschuß oder Die Ehre der Prizzis.

## Leben und Werk
Donfeld, geboren als Donald Lee Feld 1934 in Los Angeles, besuchte zuerst das Chouinard Art Institute, bevor er mit 19 Jahren zu Beginn der 1950er Jahre als Art Director von Capitol Records angeheuert wurde, um Album-Cover zu gestalten. Nach mehreren Jahren bei Capitol bekam er schließlich Anschluss an die Filmindustrie und fand dort bald feste Anstellung als Kostümbildner. Donfeld begann seine Laufbahn 1961 mit Arbeiten für Dramen wie Tony Richardsons Geständnis einer Sünderin, José Ferrers Rückkehr nach Peyton Place oder dem Elvis-Presley-Film Lied des Rebellen. Da man seinen Namen häufiger falsch schrieb, änderte er ihn Mitte der 1960er Jahre von Don Feld zum Künstlernamen Donfeld.
Donfeld wurde in seiner Karriere insgesamt für vier Oscars nominiert. 1963 für Die Tage des Weines und der Rosen, in den 1970er Jahren für Nur Pferden gibt man den Gnadenschuß und Tom Sawyers Abenteuer und 1986 für Die Ehre der Prizzis. Donfeld entwarf darüber hinaus auch Kostüme für das Fernsehen und erhielt 1978 eine Emmy-Nominierung 1978 für seine Arbeiten über mehrere Folgen an der Serie Wonder Woman.
Neben seiner Tätigkeit bei Film und Fernsehen stattete er auch die Academy Awards-Shows regelmäßig mit seinen Kostümentwürfen aus.
Donfeld war Mitglied der Academy of Motion Picture Arts and Sciences. Er verstarb am 3. Februar 2007 im Alter von 72 Jahren in Temple City.

## Auszeichnungen
- 1963: Oscar-Nominierung in der Kategorie Beste Kostümdesign bei der Verleihung 1963 für Die Tage des Weines und der Rosen
- 1970: Oscar-Nominierung in der Kategorie Beste Kostümdesign bei der Verleihung 1970 für Nur Pferden gibt man den Gnadenschuß
- 1974: Oscar-Nominierung in der Kategorie Beste Kostümdesign bei der Verleihung 1974 für Tom Sawyers Abenteuer
- 1978: Emmy-Nominierung in der Kategorie Outstanding Achievement in Costume Design for a Drama or Comedy Series für Wonder Woman
- 1986: Oscar-Nominierung in der Kategorie Beste Kostümdesign bei der Verleihung 1986 für Die Ehre der Prizzis

## Filmografie (Auswahl)

### Kino
- 1961: Geständnis einer Sünderin (Sanctuary)
- 1961: Rückkehr nach Peyton Place (Return to Peyton Place)
- 1961: Lied des Rebellen (Wild in the Country)
- 1961: Ein Stern im Westen (The Second Time Around)
- 1962: Dinosaurier bevorzugt (Bachelor Flat)
- 1962: Mr. Hobbs macht Ferien (Mr. Hobbs Takes a Vacation)
- 1962: Hemingways Abenteuer eines jungen Mannes (Hemingway's Adventures of a Young Man)
- 1962: Die Tage des Weines und der Rosen (Days of Wine and Roses)
- 1963: Island of Love
- 1963: Ein Ehebett zur Probe (Under the Yum Yum Tree)
- 1964: Der schwarze Kreis (Dead Ringer)
- 1964: Tolle Nächte in Las Vegas (Viva Las Vegas)
- 1964: Sieben gegen Chicago (Robin and the 7 Hoods)
- 1964: Carrasco, der Schänder (The Outrage)
- 1964: Die Frau seines Herzens (Dear Heart)
- 1965: Joy in the Morning
- 1965: Das große Rennen rund um die Welt (The Great Race)
- 1965: Cincinnati Kid (The Cincinnati Kid)
- 1966: Ein Mann wird gejagt (The Chase)
- 1967: Man nannte ihn Hombre (Hombre)
- 1967: Zoff für zwei (Double Trouble)
- 1967: Die nackten Tatsachen (Don’t Make Waves)
- 1967: Versuch’s doch mal mit meiner Frau (Luv)
- 1967: Die Lady und ihre Gauner (Fitzwilly)
- 1969: Ein Frosch in Manhattan (The April Fools)
- 1969: Nur Pferden gibt man den Gnadenschuß (They Shoot Horses, Don’t They?)
- 1970: The Phynx
- 1970: Jung, hübsch und hemmungslos (The Grasshopper)
- 1970: Die Frau des Anderen (A Walk in the Spring Rain)
- 1973: Tom Sawyers Abenteuer (Quills)
- 1973: Diamantenlady (Lady Ice)
- 1974: Huckleberry Finn
- 1975: Rafferty und die wilden Mädchen (Rafferty and the Gold Dust Twins)
- 1976: Eine Frau sieht rot (Lipstick)
- 1977: Das Geld liegt auf der Straße (Fun with Dick and Jane)
- 1977: First Love
- 1978: Die Schlemmer-Orgie (Who Is Killing the Great Chefs of Europe?)
- 1979: Das China-Syndrom (The China Syndrome)
- 1983: Projekt Brainstorm (Brainstorm)
- 1985: Die Ehre der Prizzis (Prizzi’s Honor)
- 1987: Mel Brooks’ Spaceballs (Spaceballs)
- 1989: Ruf nach Vergeltung (Next of Kin)
- 1992: Fäuste – Du mußt um Dein Recht kämpfen (Gladiator)
- 1993: Der Kidnapper (Father Hood)

### Fernsehen
- 1975–1978: Wonder Woman (Fernsehserie, 36 Episoden)
- 1978: Der Pirat (The Pirate) (Fernsehfilm)
- 1981: The Star Maker (Fernsehfilm)
- 1981: Fly Away Home (Fernsehfilm)
- 1984: Cartier Affäre (The Cartier Affair) (Fernsehfilm)